# Groupe santé Genève
Le Groupe santé Genève (anciennement Groupe Sida Genève), fondé en 1987, est une association genevoise luttant pour la santé sexuelle et en particulier contre le sida. Son mandat comprend la prévention de nouvelles infections, le soutien aux personnes touchées, la lutte contre les discriminations et la diffusion d'informations sur le VIH/sida. Il bénéficie du label de qualité ZEWO. 
Le Groupe santé Genève est une antenne de l'Aide suisse contre le sida (de) (ASS). Il est membre adhérent de Coalition PLUS (réseau international d'ONG de lutte contre le sida et les hépatites virales).

## Historique
- 1987 : Fondation par Dominique Hausser, Doris Stori d'Aspasie et Michael Häusermann de Dialogai. Le Groupe sida Genève devient une antenne genevoise de l’Aide Suisse contre le Sida. Après avoir occupé les locaux d’Aspasie, l'association se déplace à la rue de l’Arquebuse.
- 1988 : Ouverture d'une permanence téléphonique, d'un groupe de parole hebdomadaire pour les personnes vivant avec le VIH et leurs proches et d'un accompagnement par des volontaires.
- 1989 : Première action de réduction des risques et d’échange de seringues lors du Paléo Festival de Nyon.
- 1990 : Constitution du groupe de parole « Sida au féminin » pour les femmes touchées par le VIH. Publication du livre « Instants de vie » de Nicolas Frei, qui raconte le quotidien de personnes accompagnant des malades.
- 1991 : Déménagement à Rive. Le « Bus itinérant prévention sida » (BIPS) est inauguré après plus de deux ans de négociations avec les autorités. Lancement de la «Plateforme sida et enfants» qui coordonne différents services de l’État autour des besoins des familles touchées par le virus. Un Fonds de solidarité est créé pour subvenir aux besoins matériels urgents des personnes vivant avec le VIH.
- 1993 : Collaboration avec PVA Genève sur le projet « Prévention dans les écoles », avec le témoignage de personnes séropositives dans les classes.
- 1994 : Création du secteur juridique ; Lancement du premier projet de prévention à l’intention des migrants, le « projet Parcs », qui vise à aller à la rencontre des communautés latino-américaines dans les parcs publics.
- 1995 : Le Grand Conseil genevois valide et reconduit l’action de réduction des risques.
- 1996 : Création avec Aspasie du bus «Boulevards» sur le modèle du BIPS.
- 1998 : Genève accueille le XIIe Congrès mondial sur le sida. Réorganisation en quatre secteurs : Prévention, Soutien et Accompagnement, Réduction des risques, Droit et Sida. Le secrétariat d’EuroCASO, réseau européen qui regroupe plus de 230 associations actives dans la lutte contre le sida dans 42 pays, est géré jusqu'en 2002 par le Groupe sida Genève.
- 1999 : Création des « Petits jobs » pour offrir un cadre de réintégration sociale et des moments de partage pour les personnes usagères du soutien.
- 2001 : Le secteur de la réduction des risques ouvre un local d’accueil et d’injection, le « Quai 9 »[1].
- 2002 : Dans un entretien retransmis par la RTS à l’occasion de la journée mondiale du SIDA, le directeur du Groupe sida Genève Florian Hübner explique la complexité du travail de prévention, qui doit s'adresser d’une part à la population en général et d'autre part à des groupes ciblés, sans pour autant que cela soit ressenti comme discriminatoire[2].
- 2003 : Comptant plus de 50 collaborateurs, l'association décide d’autonomiser le secteur de la réduction des risques pour accroître son efficacité.
- 2004 : « Première ligne », association née de l’ancien secteur de la réduction des risques, prend son envol en dehors du Groupe sida Genève[3]. Le Ministère Sida, l’Association Solidarité Femmes Africaines de Genève et le Groupe sida Genève créent une « trousse femme », outil de prévention auprès des femmes séropositives.
- 2006 : A la faveur de la modification de la LAMal, l'entrée en vigueur le 1er janvier, les caisses maladie peuvent suspendre la prise en charge des soins et médicaments des assurés en défaut de paiement. Le 7 avril, le Groupe sida Genève alerte la presse et les autorités: trois personnes séropositives se sont vu refuser leur traitement vital. En réaction, l'État de Genève annonce le jour même la mise en place d'une structure d'urgence pour tous les patients dans cette situation.

Le Groupe sida renouvelle son identité visuelle en 2007. Les HUG proposent depuis 2009, en collaboration avec le Groupe sida Genève, une consultation VIH-sida avec une infirmière spécialisée. Le Groupe déménage dans le quartier des Grottes en 2010.
En 2011, il adhère à la Coalition internationale Sida PLUS.
L'association fête ses 25 ans en 2012. Si de moins en moins de personnes meurent du sida, le président Didier Bonny affirme que 1 % de la population adulte en Suisse vit avec le VIH, des personnes qu’il faut accompagner « car il est encore très difficile de vivre avec le sida et de déclarer sa séropositivité ».
En 2021, l’association change de nom et passe de « Groupe sida Genève » à « Groupe santé Genève ». Son cahier des charges, jusqu’alors centré sur le VIH et le sida, s’élargit et englobe maintenant les questions de santé sexuelle en général et la lutte contre les inégalités de santé ainsi que la promotion et la prévention autour de ces questions.

## Publications
- Groupe Sida Genève, en collaboration avec l'EPIC (équipe de prévention et d'intervention communautaire), Qui s'y frotte ne s'y pique pas forcément, 2000 (brochure gratuite)[7]